# Nikefor III. Botanijat
Nikefor III. Botanijat (Votanijat) (grč. Νιϰηφόρος Bοτανειάτης) (?, – Carigrad, 1081.), bizantski car od 1078. do 1081. godine. Naslijedio je na prijestolju svrgnutog cara Mihaela VII. te je okrunjen u Carigradu 24. ožujka 1078. godine. Cijelo vrijeme vladavine proveo je u sukobima s brojnim pretendentima na carsku krunu što je dovelo do općeg slabljenja države. Bezuspješno je ratovao protiv Seldžuka koji su na osvojenim bizantskim teritorijima osnovali Rumski sultanat. Odrekao se vlasti pod pritiskom svog vojskovođe Aleksija Komnena i ostatak života proveo u manastiru Peribleptos u Carigradu.